# Północny Państwowy Uniwersytet Medyczny
Północny Państwowy Uniwersytet Medyczny (ros. Государственное бюджетное образовательное учреждение высшего профессионального образования "Северный государственный медицинский университет" Министерства здравоохранения Российской Федерации, СГМУ(NSMU)) – rosyjski uniwersytet w Archangielsku.

## Historia
Został założony 16 grudnia 1932 roku Uchwałą Rady Komisarzy Ludowych w 1932 w celu przygotowania personelu medycznego północy Rosji do pełnienia usług medycznych na europejskim poziomie.
W 1994 roku został przekształcony w Archangielską Państwową Akademię Medyczną (ASMA). Obecną nazwę nosi od 2000 roku.

## Wydziały
Na Uniwersytecie zajęcia prowadzone są na następujących wydziałach:
- Wydziału Medyczny,
- Wydział Pediatrii,
- Wydział Stomatologii,
- Międzynarodowy Wydział Medycyny Ogólnej,
- Katedra Ekologii i Profilaktyki Medycznej,
- Wydział Farmaceutyczny i Biologii Medycznej,
- Wydział Psychologii Klinicznej i Pracy Socjalnej,
- Wydział Wychowania Fizycznego Adaptacyjnego,
- Wydział Zarządzania,
- Wydział Edukacji Wyższej w Zakresie Pielęgniarstwa,
- International School of Public Health w Archangielsku,
- Szkolenie Wykładowców.

## Znani absolwenci
- Mykoła Amosow – ukraiński lekarz, uczony w dziedzinie medycyny, biocybernetyki
- Aleksandr Anufriew – rosyjski lekarz, specjalista ginekologii